# 牧区 (草原)
牧区，或称蓄牧区，是广泛经营畜牧业的地区，天然草原是其主要载体。牧区常与农业区相对，自农业革命以来，牧区已与农业区区别开来，两种地区的居民也形成了迥异的生活习惯与生产方式，两种生活方式也是人类主要的生活方式，（另一种是已经营渔业为主的海洋民族）。历史上农耕民族常努力把宜耕牧区辟为耕地，游牧民族也出于各种原因会将农业区变为牧区，两者之间的战争构成了人类文明相当大的比例。
牧区的居民以饲养草食性牲畜为主，如牛、羊、马等。以蓄养牲畜的用途分为肉畜、役畜和种畜等牧区。迁徙是牧民生活的常态，因此，为了争夺水草丰美的草原，游牧民族之间也经常发生战争。在人类进入火药时代前，牧区常常征伐不息，干戈难平。

## 世界上的牧区
- 潘帕斯平原
- 大平原
- 南俄草原-哥萨克的故乡
- 中国四大牧区：中国的牧区分布在西部地区，分为四大牧区，分别是青海牧区、新疆牧区、内蒙古牧区、西藏牧区。

## 牧区居民
各种游牧民族是牧区的主要居民，著名的游牧民族有：
- 蒙古人
- 突厥
- 斯基泰人

## 参看
- 草原
- 游牧民族